# Al Ahli Saudi FC
Al-Ahli Saudi Football Club (tiếng Ả Rập: النادي الأهلي السعودي, đã Latinh hoá: an-nādī al-ʿahliyy as-saʿūdī, n.đ. 'Saudi National Club') là một câu lạc bộ bóng đá chuyên nghiệp Ả Rập Xê Út có trụ sở tại Jeddah, thi đấu tại Saudi Professional League. Câu lạc bộ được thành lập vào năm 1937.
Được biết đến như một trong những câu lạc bộ thành công nhất ở Ả Rập Saudi, trong nước, Al-Ahli đã giành được ba danh hiệu Saudi Professional League, cũng giữ kỷ lục 13 Cúp Nhà vua, sáu Cúp Thái tử, một General League Shield, và một Siêu cúp quốc gia. Ở giải bóng đá cấp câu lạc bộ quốc tế, họ đã giành được kỷ lục bằng một GCC Champions League và 1 Giải vô địch các câu lạc bộ Ả Rập. Al Ahli là câu lạc bộ đầu tiên của Ả Rập Xê Út vô địch giải đấu và Cúp Nhà vua trong cùng một mùa giải, và đã làm được điều này hai lần – vào năm 1978 và 2016.
Al-Ahli là một trong bốn thành viên sáng lập của Saudi Pro League và chưa bao giờ bị xuống hạng khỏi giải đấu hàng đầu cho đến mùa giải 2021–22. Ba đội còn lại là Al-Hilal, Al-Ittihad, và Al-Nassr. Al-Ahli giữ kỷ lục về chuỗi trận bất bại dài nhất trong giải đấu với chuỗi 51 trận bất bại từ năm 2014 đến năm 2016.
Các trận sân nhà của Al-Ahli được diễn ra tại Thành phố thể thao Nhà vua Abdullah, còn được gọi là Sân vận động Viên Ngọc Sáng. Sân vận động được chia sẻ với đối thủ cùng thành phố lâu đời Al-Ittihad, là sân vận động lớn thứ hai ở Ả Rập Xê Út, với tổng sức chứa khoảng 63.000.
Các cầu thủ Ả Rập Xê Út nổi tiếng nhất của câu lạc bộ là Taisir Al-Jassim, Khalid Massad, Amin Dabo, Mohamed Abd Al-Jawad, Malek Mouath, và Yasser Al-Mosailem; những cầu thủ nước ngoài nổi tiếng nhất là Omar Al Somah, Victor Simões, Nabil Maâloul, Imad Al Hosni, Mohamed Barakat, Roberto Firmino, Riyad Mahrez và Allan Saint-Maximin.

## không biết

### Nhà cung cấp trang phục và nhà tài trợ áo đấu
| Giai đoạn | Nhà cung cấp trang phục | Nhà tài trợ áo đấu chính |
| --------- | ----------------------- | ------------------------ |
| 1998–2000 | Shammel                 | None                     |
| 2000–2001 | Adidas                  | None                     |
| 2001–2002 | Le Coq Sportif          | None                     |
| 2002–2003 | Diadora                 | SADAFCO                  |
| 2003–2006 | Le Coq Sportif          | SADAFCO                  |
| 2006–2008 | Umbro                   | Al-Jawal                 |
| 2008–2009 | Umbro                   | STC                      |
| 2009–2012 | Adidas                  | STC                      |
| 2012–2014 | Umbro                   | STC                      |
| 2014–2015 | Umbro                   | Qatar Airways            |
| 2015–2017 | Puma                    | Qatar Airways            |
| 2017–2019 | Umbro                   | Saudia                   |
| 2019–2020 | S-Team                  | Saudia                   |
| 2020–2023 | Xtep                    | Saudia                   |
| 2023–     | Adidas                  |                          |

## Cầu thủ

### Đội hình đội một
Tính đến 5 tháng 6 năm 2025
Ghi chú: Quốc kỳ chỉ đội tuyển quốc gia được xác định rõ trong điều lệ tư cách FIFA. Các cầu thủ có thể giữ hơn một quốc tịch ngoài FIFA.
| Số | VT | Quốc gia    | Cầu thủ                      |
| -- | -- | ----------- | ---------------------------- |
| 1  | TM | Ả Rập Xê Út | Abdulrahman Al-Sanbi         |
| 3  | HV | Brasil      | Roger Ibañez                 |
| 5  | HV | Ả Rập Xê Út | Mohammed Bakor               |
| 6  | HV | Ả Rập Xê Út | Bassam Al-Hurayji            |
| 7  | TĐ | Algérie     | Riyad Mahrez                 |
| 8  | TV | Ả Rập Xê Út | Sumayhan Al-Nabit            |
| 9  | TĐ | Ả Rập Xê Út | Firas Al-Buraikan            |
| 10 | TĐ | Brasil      | Roberto Firmino (đội trưởng) |
| 11 | TV | Brasil      | Alexsander                   |
| 13 | TĐ | Brasil      | Galeno                       |
| 14 | TV | Ả Rập Xê Út | Eid Al-Muwallad              |
| 15 | HV | Ả Rập Xê Út | Abdullah Al-Ammar            |
| 16 | TM | Sénégal     | Édouard Mendy                |
| 18 | TV | Ả Rập Xê Út | Younes Al-Shanqeeti          |
| 19 | TV | Ả Rập Xê Út | Fahad Al-Rashidi             |
| 26 | TV | Ả Rập Xê Út | Yaseen Al-Zubaidi            |

| Số | VT | Quốc gia    | Cầu thủ                 |
| -- | -- | ----------- | ----------------------- |
| 27 | HV | Ả Rập Xê Út | Ali Majrashi            |
| 28 | HV | Thổ Nhĩ Kỳ  | Merih Demiral           |
| 29 | TV | Ả Rập Xê Út | Mohammed Al-Majhad      |
| 30 | TV | Ả Rập Xê Út | Ziyad Al-Johani         |
| 31 | HV | Ả Rập Xê Út | Saad Balobaid           |
| 32 | HV | Bỉ          | Matteo Dams             |
| 46 | HV | Ả Rập Xê Út | Rayan Hamed             |
| 47 | TĐ | Ả Rập Xê Út | Ziyad Al-Ghamdi         |
| 55 | TM | Ả Rập Xê Út | Bader Kabli             |
| 65 | TV | Ả Rập Xê Út | Faisal Al-Subiani       |
| 62 | TM | Ả Rập Xê Út | Abdullah Abdoh          |
| 79 | TV | Bờ Biển Ngà | Franck Kessié (đội phó) |
| 87 | TV | Ả Rập Xê Út | Ramez Al-Attar          |
| 90 | TV | Ả Rập Xê Út | Amar Al-Yuhaybi         |
| 95 | TV | Ả Rập Xê Út | Ayman Fallatah          |
| 99 | TĐ | Anh         | Ivan Toney              |

### Cầu thủ chưa được đăng ký
Ghi chú: Quốc kỳ chỉ đội tuyển quốc gia được xác định rõ trong điều lệ tư cách FIFA. Các cầu thủ có thể giữ hơn một quốc tịch ngoài FIFA.
| Số | VT | Quốc gia    | Cầu thủ         |
| -- | -- | ----------- | --------------- |
| 21 | TM | Ả Rập Xê Út | Emad Al-Fadda   |
| 23 | HV | Angola      | Bastos          |
| 26 | TV | Ả Rập Xê Út | Ahmed Bassas    |
| 31 | HV | Ả Rập Xê Út | Hani Al-Sebyani |
| 32 | TV | Ả Rập Xê Út | Eyad Madani     |
| 33 | TM | Ả Rập Xê Út | Nawaf Shae'an   |

| Số | VT | Quốc gia    | Cầu thủ                |
| -- | -- | ----------- | ---------------------- |
| 44 | TV | Ả Rập Xê Út | Naif Bakri             |
| 49 | TV | Ả Rập Xê Út | Firas Al-Ghamdi        |
| 66 | HV | Ả Rập Xê Út | Abdulrahman Al-Zahrani |
| 97 | HV | Ả Rập Xê Út | Adel Khodari           |
| —  | TV | Hà Lan      | Hicham Faik            |
| —  | TĐ | Ả Rập Xê Út | Sultan Al-Suraihi      |